# Николаос Канутас
Николаос Г. Канутас (на гръцки: Νικόλαος Γ. Κανούτας) е гръцки революционер, деец на Гръцката въоръжена пропаганда в Македония.

## Биография
Роден е на 20 февруари 1879 година в гревенското село Цурхли в семейството на Георгиос Атанасиу Канутас и Янула Бакола. На 12 години заминава за столицата Цариград, където работи в бакалницата на един епирец в Татавла. След кавга с двама турци, бяга на Принцовия остров, където още три години работи в друга бакалница, докато става на 18 години. На Принцовия остров един млекар Йован се опитва да го привлече в българската революционна организация, като му обещава да го направи капитан, ако „доведе и двама души с душа“. Канутас обаче се присъединява към гръцкия комитет и остро критикува отсъствието на политики по Македонския въпрос, което според него ще доведе до „Българска Македония“. Започва работа като шпионин на българските комитетски ядра и донася информация на гръцкия консул. По-късно заминава за Атина, където влиза в готвещата се да навлезе в Македония чета на критянина Павлос Гипарис. Канутас служи като водач, преводач от турски и водач на отделение на четата.
В 2006 година излиза неговата автобиография, под редакцията на филолога Александрос Бакаймис, издадена от Организацията за културно развитие на ном Гревена с предговор от номарха на Гревена Димитрис Рингос. Книгата е важен източник за андартската акция в Западна Македония. Още като четник Канутас записва важни информации за андартското движение. Участва или е близък свидетел на всички големи гръцки акции от 1904 до 1913 година и съответно дава нови сведения за революционната дейност в Цариград, Битката на Мурик в 1905 година, битката с Костов при Елово в 1905 година, голямата битка при Лехово и Сребрено на 19 май 1906 година със 700 турски войници, битката в Палеор на 7/8 май 1907 година, ликвидирането на Бекир ага, убиеца на митрополит Емилиан Гревенски в 1911 година от четата на капитан Лукас Кокинос и действията срещу турците в 1913 година.